# OLPC XO

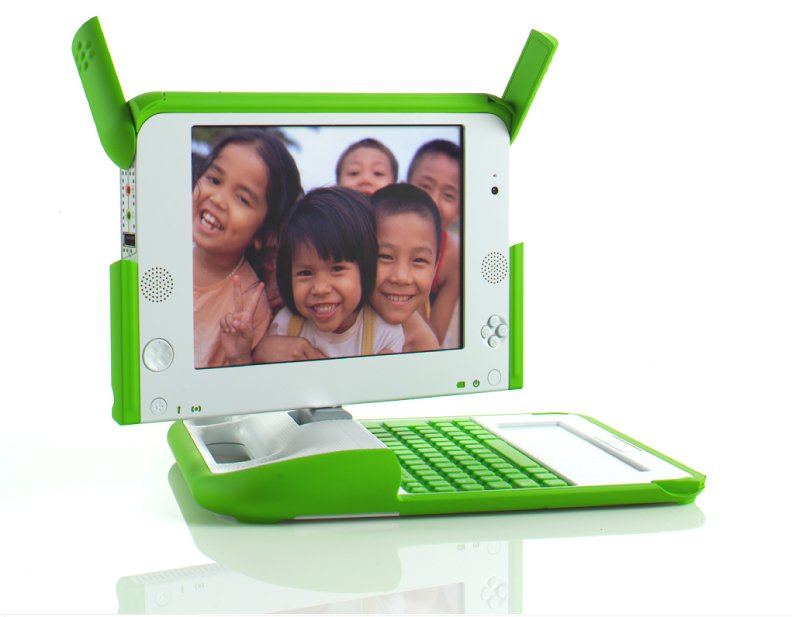
Laptop XO-1

De $100-laptop (nieuwe naam: XO) is een laptopcomputer die vanaf 2005 werd ontwikkeld voor schoolkinderen in ontwikkelingslanden. Sinds 2010 wordt inmiddels gewerkt aan de "XO-3" tablet-pc, nadat de ontwikkeling van de opvolger "XO-2" (een opvouwbare tablet-pc) werd stopgezet. De computers worden ontwikkeld door One Laptop Per Child (OLPC), een organisatie zonder winstoogmerk uit Delaware die werd opgericht door medewerkers van het MIT Media Lab. De bedoeling is om een goedkope computer te ontwerpen, produceren en distribueren die ieder kind op de wereld toegang tot modern onderwijs moet kunnen geven. De laptops worden verkocht aan overheden, die ze aan kinderen en scholen kunnen toewijzen.

## Organisatie
Het One Laptop Per Child (OLPC)-project werd januari 2005 bekendgemaakt door oprichter en voorzitter, Nicholas Negroponte, tijdens het World Economic Forum in Davos, Zwitserland. In november van dat jaar presenteerde hij, samen met Kofi Anan, een werkend prototype op de World Summit on the Information Society. De filosofie van de organisatie is gebaseerd op constructivistische theorieën over leren die voor het eerst door Seymour Papert en later door Alan Kay zijn gepubliceerd. Daarnaast zijn de principes van de XO ontleend aan Nicholas Negropontes bestseller Being Digital (1995). Naast deze drie personen nemen o.a. de bedrijven Google, News Corp, AMD, Red Hat en BrightStar deel aan het project. Intel was betrokken in de tweede helft van 2007, maar trok zich in januari 2008 terug, op grond van onenigheden met Negroponte over Intels agressieve marketing van een eigen, vergelijkbare Classmate PC-laptop.

## Techniek en ontwerp

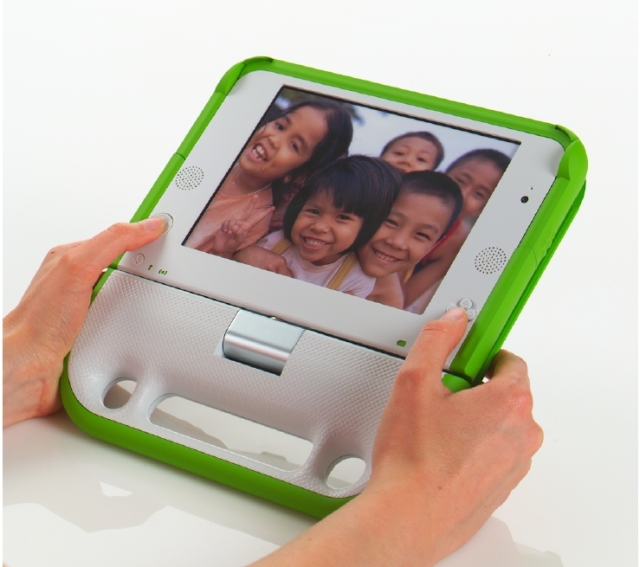
Laptop XO-1, als e-boek

Alle hardware van het OLPC-project is ontworpen door Yves Béhar, oprichter van ontwerpbureau Fuseproject uit San Francisco en hoofddesigner van OLPC sinds 2006.

### XO-1
In november 2007 ging de XO, na een ontwikkelingsperiode van 3 jaar, in massaproductie.
De toestellen zijn tot de essentie teruggebracht, hebben een stevige behuizing en zijn gebaseerd op een versie van Red Hat Linux. Ze zijn extreem energie-efficiënt, zodat door een kind met bijvoorbeeld een (extern) pedaal of trekkoord voldoende stroom opgewekt kan worden als geen elektriciteit beschikbaar is. Door middel van ad hoc wireless mesh networking krijgen meerdere machines tegelijk internettoegang via een enkele verbinding.
De XO-1 wordt aangedreven door een versie van Red Hat Linux en beschikt over een volwaardig kleuren-lcd-scherm. De computer kan communiceren via wifi en VoIP en beschikt over drie USB2-poorten. De specificaties van dit model zijn: 433 MHz, 1 GB flashgeheugen (geen harde schijf), (tft)-lcd-scherm met een diagonaal van 7,5 inch en een "reflectieve modus" voor gebruik bij daglicht, 256 MB DRAM. In de lente van 2010 werd de productie van de XO-1 gestopt. Er waren er toen ruim een miljoen van gemaakt.

### XO-1.5
Om de prijs zo laag mogelijk te houden, werd in 2009 een vernieuwde versie van de XO-1 geïntroduceerd, waarin recent beschikbaar gekomen componenten werden gebruikt (in een onveranderd industrieel ontwerp, met dezelfde batterijen). De specificaties van dit model zijn: variabele kloksnelheid van 400 MHz - 1 GHz, 4 GB flashgeheugen (geen harde schijf), (tft-)lcd-scherm met een diagonaal van 7,5 inch en een "reflectieve modus" voor gebruik bij daglicht, 1 GB DDR2 SDRAM.

### XO-1.75
In 2010 begon OLPC met de ontwikkeling van een laptop die gebaseerd is op een ARM-processor, om te komen tot een energieverbruik dat laag genoeg is voor een volle dag gebruik op een enkele batterijlading en betere geschiktheid voor zonne-energie en menselijke energiebronnen. Ook bij deze versie werden hetzelfde design en dezelfde batterij aangehouden. De specificaties van dit model zijn: 800 MHz, 4 of 8 GB flashgeheugen (geen harde schijf), (tft-)lcd-scherm met een diagonaal van 7,5 inch en een "reflectieve modus" voor gebruik bij daglicht, 512 MB of 1 GB DDR3 DRAM. Zowel energieverbruik als de prijs van de XO-1.75 zijn lager dan die van zijn voorgangers.

### XO-2
In mei 2008 kondigde OLPC plannen aan voor een vouwbare tablet-pc, waarvan de ontwikkeling echter later werd stopgezet.

### XO-3

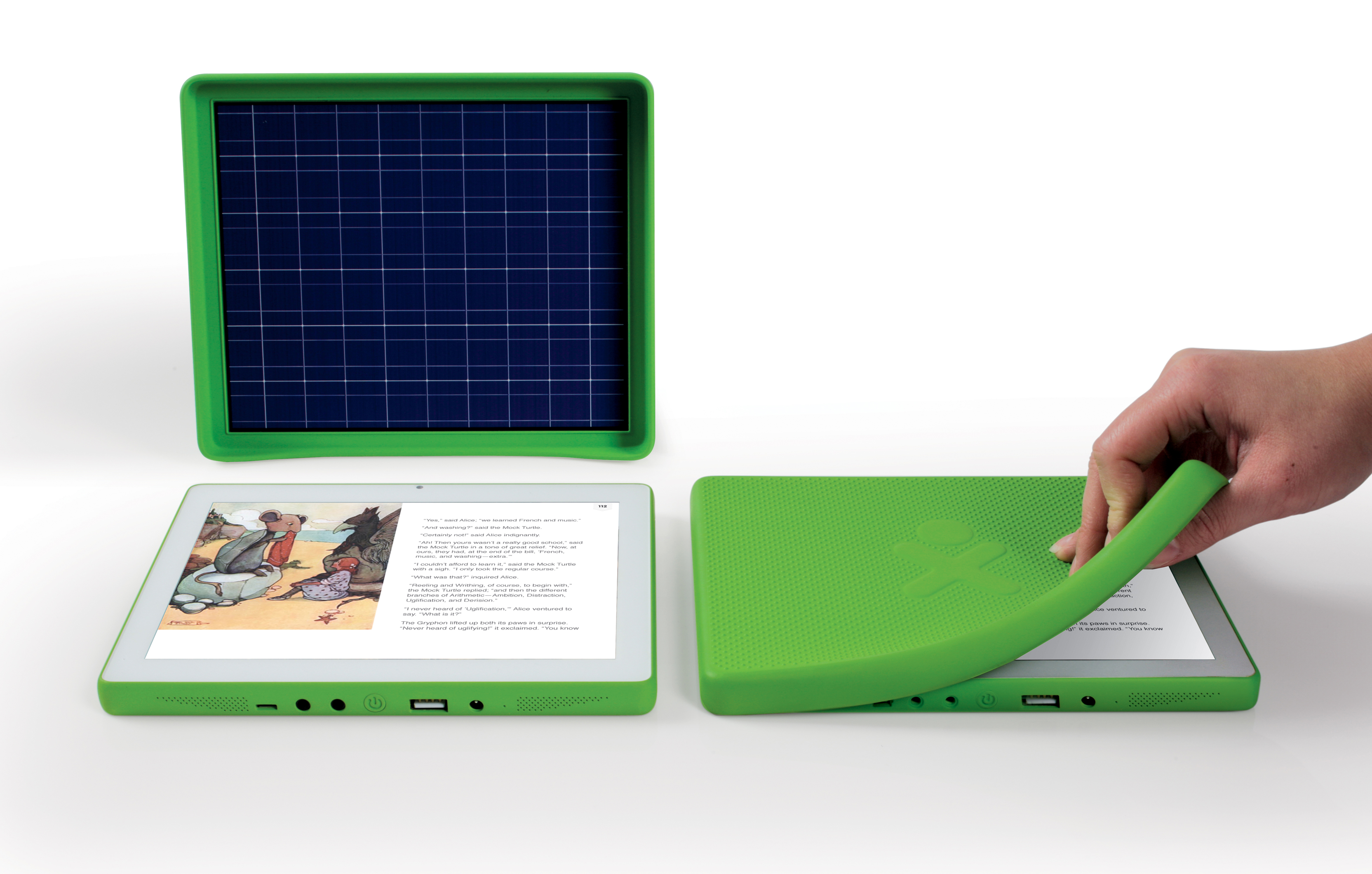
Tablet XO-3

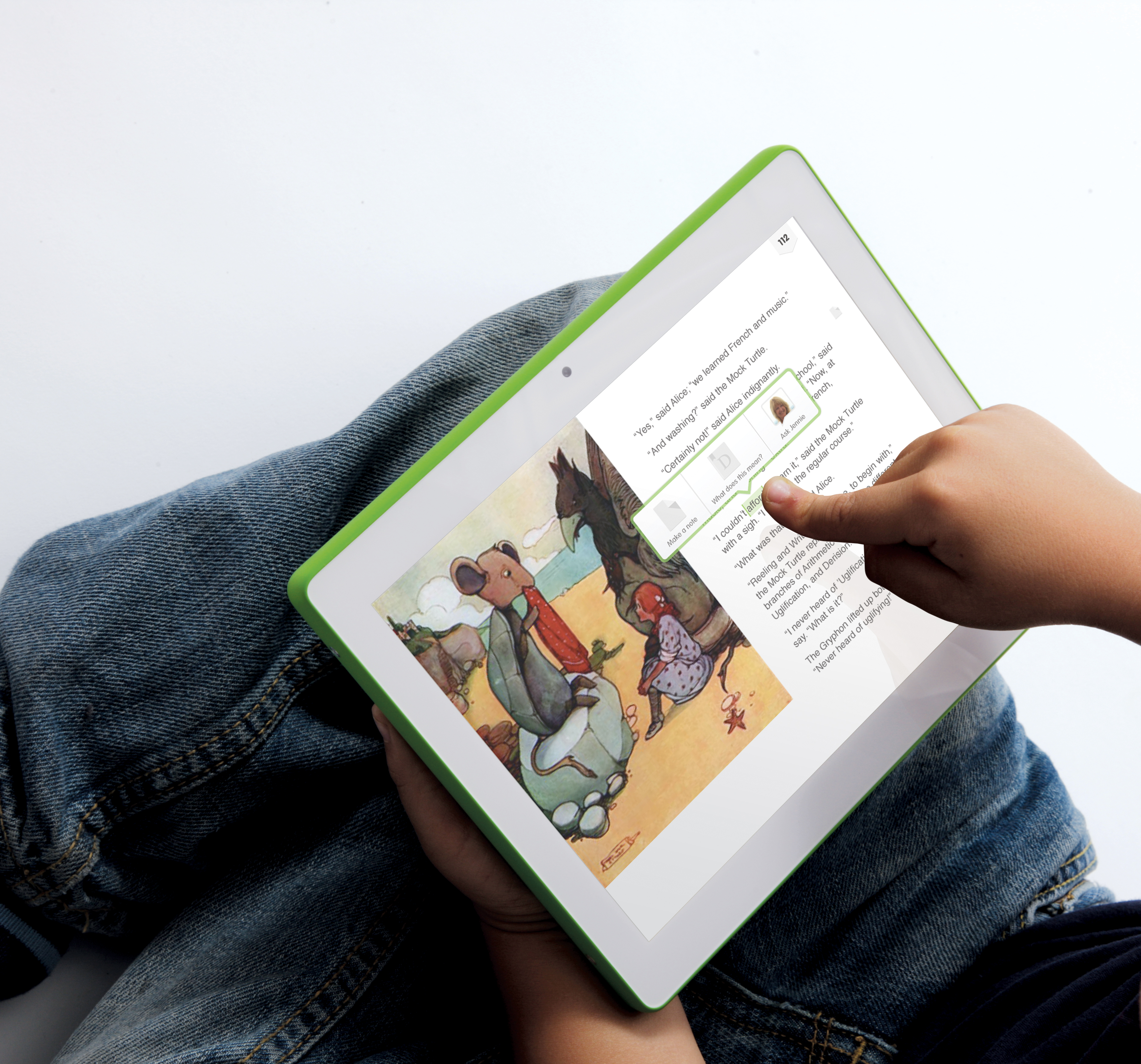
Gebruik van XO-3

In 2010 en 2011 ontwikkelde OLPC de XO-3, een goedkope, robuuste, energiezuinige tablet-pc voor kinderen. In januari 2012 werden werkende prototypes gebouwd voor demonstratie, softwareontwikkeling en hardwaretests. Het tablet werd op de Consumer Electronics Show (CES) in Las Vegas gepresenteerd. Het prototype heeft een 8 inch display met een 4:3 beeldverhouding. Medio 2012 wacht men op voldoende orders om massaproductie te starten.

## Economische aspecten
Het doel was om de computers op de markt te brengen voor 100 Amerikaanse dollar. De verwachting was dat de prijs aanvankelijk 135 tot 140 dollar zou bedragen, waarna de prijs zou zakken — zoals dat met gewone computers het geval is — tot de richtprijs van $100 bereikt zou worden tegen 2008. Tegen het eind van 2007, toen de computer in productie ging, lag de prijs door het uitblijven van grote orders echter nog steeds rond de $188. December 2011 lag de prijs tussen $209 en $229. Volgens de New York Times kwam dit zowel doordat overheden die aankopen hadden toegezegd, niet meer aan de macht waren of het nu lieten afweten, en tevens door de zwakke dollar en sterk gestegen kosten van onderdelen.

## Introductie
Brazilië, Thailand, Egypte, de Verenigde Staten (Massachusetts), Cambodja, Costa Rica, Argentinië, Nigeria, Venezuela, de Dominicaanse Republiek en Tunesië hebben al op verscheidene manieren steun aan het project toegezegd. De laptops worden alleen aan overheden verkocht via een "one laptop per child"-programma van de ministeries van Onderwijs.
Mijlpalen:
- nov 2005 - Twee prille prototypes worden op de WSIS-conferentie in Tunis door Negroponte getoond.
- nov 2006 - Een eerste werkend prototype wordt gedemonstreerd.
- eind 2006 - De eerste bèta rolt van de lopende band.
- jan 2007 - Eerste demonstratie in Brussel tijdens de FOSDEM-conferentie (Europese bijeenkomst van Vrije en Open Bron Ontwikkelaars)
- feb 2007 - Bèta 2-systemen worden verscheept aan de ontwikkelaars in de lanceringslanden.
- mrt 2007 - Eerste ontwikkeling van een meshnetwerk.
- apr 2007 - Bèta 3-versie.
- jul 2007 - Uiteindelijke bètaversie.
- nov 2007 - Start van de massaproductie.
- 12 nov 2007 - "G1G1 Get one, give one": tot 31 december kunnen inwoners van de VS en Canada een XO-1 aanschaffen voor de dubbele prijs, een tweede toestel wordt aan een ontwikkelingsland geschonken.
- 26 nov 2007 - De eerste productietoestellen XO-1 worden geleverd in Montevideo, Uruguay in het kader van het Ceibal-project. 200 toestellen worden geïnstalleerd in Escuela No. 109 (Florida) en Escuela No. 24 (Villa Cardal).
- 12 oktober 2009 - In Uruguay hebben nu alle kinderen van lagereschoolleeftijd een laptop. In Peru, waar 50% van de kinderen geen onderwijs krijgt, zijn laptops het eerst uitgedeeld aan de meest afgelegen dorpen. Hier krijgen de kinderen onderwijs zonder dat er een leraar aan te pas komt. De laptops zijn gecombineerd met een spelcomputer en bevatten een systeem, waarmee kinderen binnen een zekere afstand onderling kunnen communiceren. (Interview van RTL Z met Nicholas Negroponte). In totaal zijn nu 1 miljoen XO-laptops verspreid.
- 19 december 2011 - In totaal zijn 2,3 miljoen laptops verscheept naar ca. 45 landen.[11]